# Aleksander Zawisza

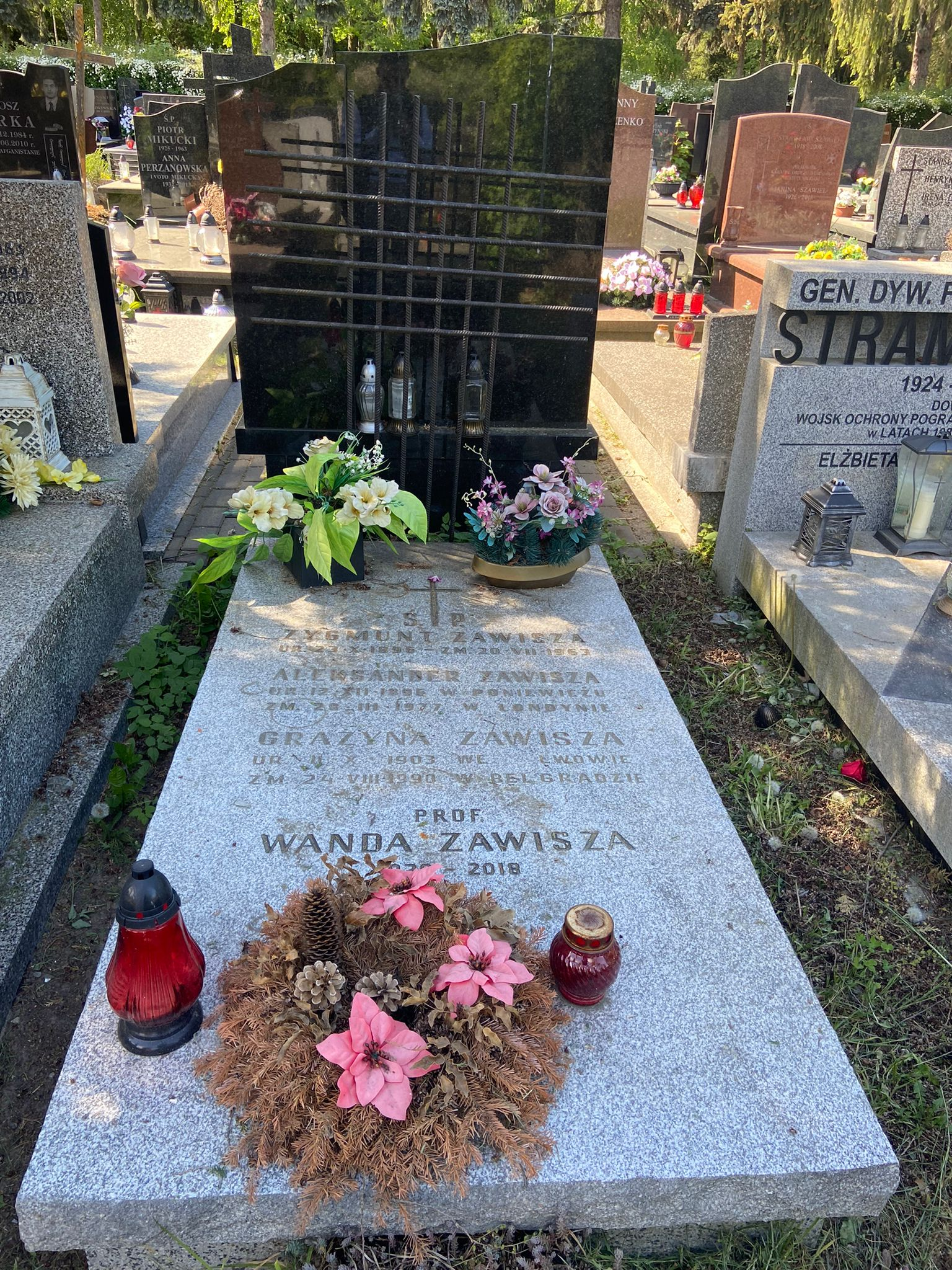
Grób Aleksandra Zawiszy

Aleksander Zawisza (ur. 12 grudnia 1896 w Poniewieżu, zm. 28 marca 1977 w Londynie) – polski prawnik, polityk, premier rządu RP na obczyźnie.

## Życiorys
Ukończył studia prawnicze na Uniwersytecie Stefana Batorego w Wilnie, a w 1916 Szkołę Artylerii w Piotrogrodzie, następnie służył w armii rosyjskiej, a od 11 listopada 1917 do lipca 1918 w I Korpusie Polskim. Po odzyskaniu niepodległości służył w wojsku polskim, w 1919 był adiutantem Ignacego Paderewskiego na Konferencji pokojowej w Paryżu. Walczył w wojnie polsko-bolszewickiej w szeregach 5 Dywizji Piechoty. Od 1922 pracował w Ministerstwie Spraw Zagranicznych, od kwietnia 1935 do czerwca 1940 pełnił funkcję radcy polskiej ambasady RP w Rzymie. Od listopada 1940 do maja 1941 był chargé d’affaires ad interim przy rządzie czechosłowackim na uchodźstwie. Jesienią 1942 mianowany Konsulem Generalnym RP w Lusace (do 1 stycznia 1943), następnie pełnił tę samą funkcję w Salisbury (styczeń 1943-luty 1944) i Nairobi (kwiecień 1944-lipiec 1945).
Po II wojnie światowej pozostał na emigracji, czynnie uczestniczył w polskim życiu politycznym. Od 1953 do 1963 był ministrem spraw zagranicznych rządu RP na obczyźnie, w gabinetach Hugona Hankego i Antoniego Pająka. 21 sierpnia 1959 został przez Augusta Zaleskiego wyznaczony następcą Prezydenta RP zgodnie z art. 24 Konstytucji kwietniowej (wskazanie cofnięto w 1971). Od czerwca 1965 do czerwca 1970 był premierem rządu RP na uchodźstwie, równocześnie kierując ministerstwem spraw zagranicznych, a od kwietnia do czerwca 1970 także ministerstwem sprawiedliwości. Od 1949 do 1970 był także członkiem Rady Narodowej RP (od 1953 pod nazwą Rada RP).
Zmarł 28 marca 1977. Pochowany na cmentarzu wojskowym na Powązkach w Warszawie (kwatera F II, rząd 6, miejsce 11).

## Ordery i odznaczenia
- Fiński Krzyż Kawalerski Orderu Białej Róży (1931)
- Szwedzki Krzyż Kawalerski Orderu Gwiazdy Polarnej (1931)[3]
- Włoski Krzyż Komandorski Orderu Świętych Maurycego i Łazarza (1937)[4]
- Złoty Krzyż Zasługi (1938)[5]
- Wielka Wstęga Orderu Odrodzenia Polski (1967)[6]